# Чернев (древнерусский город)
Чернев или Черногород — древнерусский город в Киевском княжестве, располагавшийся к юго-западу от Киева на левом берегу реки Ирпень против впадения в неё реки Унавы.

## История
Чернев был впервые упомянут в летописи под 1151 годом. Под именем Чернъгород перечислен в «Списке русских городов дальних и ближних» конца XIV века.

## Городище
Ныне городище расположено у села Черногородка Макаровского района Киевской области. Поселение находилось на возвышенности диаметром 100 м. Остатки вала длиной 60 м, высотой 6 м прослеживаются с северно-западного края. Культурный слой содержит отложения середины I тыс. н. э., древнерусского (XII—XIII веков) и более позднего (XIV—XVI веков) времени.